# Masaby

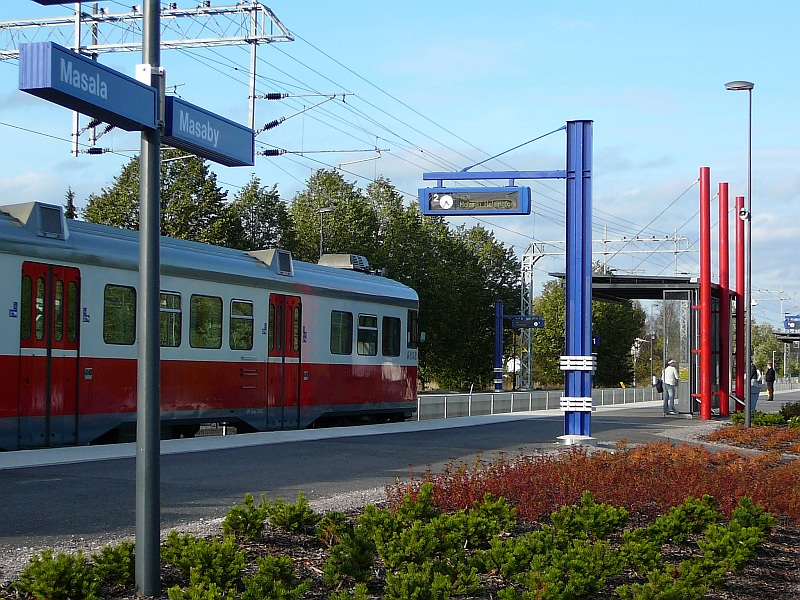
Masaby station

Masaby [masa-] (fi. Masala) är en by och ett bosättningsområde med järnvägsstation i Kyrkslätts kommuns östra delar i det finländska landskapet Nyland. Byn ligger vid Ring III och Kustbanan nära kommungränsen mellan Esbo och Kyrkslätt.
Grannbyar till Masaby är bland annat Bobäck. 

## Historia
Tidigare var Masaby en tätort men sedan 1990 har byn varit en del av Helsingfors centraltätort som övergår kommungränser. 
Masaby hade en egen telefonförening i början av 1900-talet. I april 1915 grundades i Masaby Telefon AB och då uppgick Masaby Telefonförening i bolaget.

## Tjänster

### Undervisning
Det finns flera daghem och två finskspråkiga grundskolor i Masaby. Skola Masalan koulu har årskurser 1-6 och skolan Nissnikun koulu har årskurser 1-9. Svenskspråkig skola Bobäcks skola ligger i Bobäck och en annan svenskspråkig grundskola finns i Kyrkslätts centrum. Tidigare fanns det också ett finskspråkigt gymnasium i Masaby, Masalan lukio. Gymnasiet lades samman med ett annat finskspråkigt gymnasium, Porkkalan lukio, år 2011. Gymnasiets verksamhet i Masaby slutades 2015.
Det finns också ett bibliotek i Masaby som också har en ungdomslokal.
Masaby Ungdomsförening som är grundat 1903 riktar verksamheten till de svenskspråkiga i Bobäck, Masaby, Jorvas, Sundsberg och Finnby.

### Idrott
Masaby idrottspark är ett mångsidigt område för utemotion. I parken finns bland annat konstgräsplan, fotbollsplan, tennisplan, gatukorgbollsplan, beachvolleyplan, frisbeegolf, belyst skridskoplan samt med belyst ishockeyrink.
I Masaby tränar den lokala idrottsföreningen Masalan Kisa ry.

### Religion

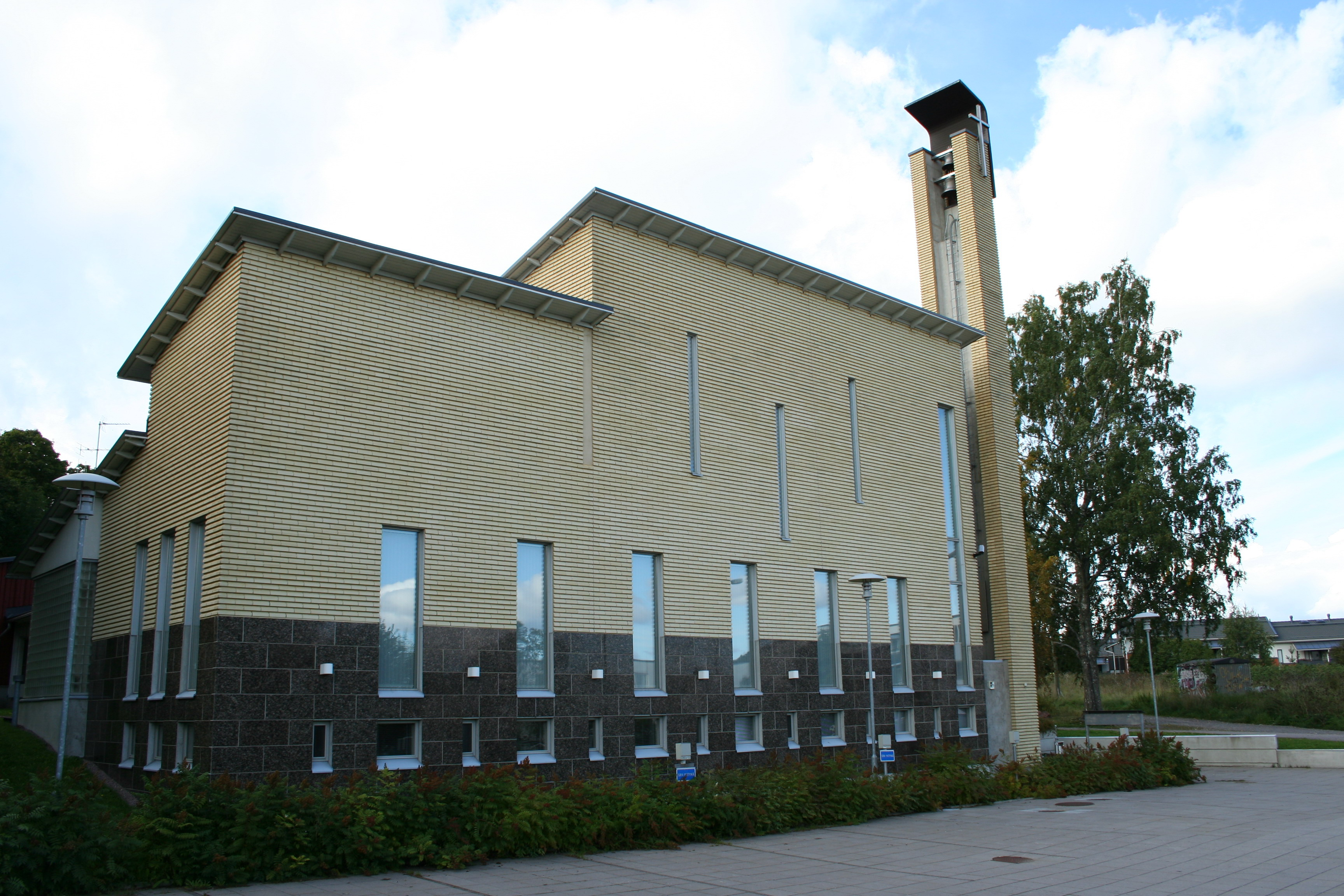
Masaby kyrka

Kyrkslätts svenska församling och Kyrkslätts finska församling har verksamhet i Masaby i Sankt Matteus kyrka.

## Trafik
Masaby ligger vid vägskälet mellan Ring III och Vesterleden. Det finns en egen järnvägsstation i Masaby som tillhör HRT-område. Närtåg U och L mellan Kyrkslätt och Helsingfors samt med närtåg Y mellan Sjundeå och Helsingfors stannar vid stationen. Masaby ligger cirka sju kilometer från Kyrkslätts centrum och 25 kilometer från Helsingfors.